# Glashaus
Glashaus is een Duitse soulband.

## Bezetting
Huidige bezetting
- Cassandra Steen (zang, 1999 tot 2008, vanaf 2016)
- Moses Pelham (productie, teksten)
- Martin Haas (muziek)

Voormalige leden
- Peppa (zang, 2008 tot 2016)

## Geschiedenis
Nadat Cassandra Steen had getekend bij Booya Music, maar daar haar carrière niet echt op gang kwam, werd Moses Pelham in 1999 door een demotape opmerkzaam op de zangeres en regelde hij een ontmoeting, samen met de muziekproducent Martin Haas. Haas werkte reeds sinds 1989 met Pelham samen en produceerde onder andere de songs van Sabrina Setlur en het Rödelheim Hartreim Projekt. Pelham en Haas namen met Steen als zangeres enkele songs op, die eigenlijk waren bedoeld voor een soloalbum van Steen. Aangezien de drie naar eigen zeggen echter een soort affiniteit ontwikkelden en bovendien Pelham als songwriter fungeerde, formeerden ze samen Glashaus.
Begin 2001 verscheen het gelijknamige debuutalbum, waarvan de single Wenn das Liebe ist zich plaatste in de Duitse singlehitlijst (#5). Bij het 'VIVA Comet 2001' werd de band in de categorieën Newcomer national, Hip Hop national en Video national genomineerd, maar kon echter geen prijs winnen. Ook drie nominaties kreeg Glashaus bij de 'Echoverleihung 2002'. Het debuutalbum werd in de categorieën Nationaler Newcomer des Jahres en Gruppe des Jahres national genomineerd. De single Wenn das Liebe ist kreeg een nominatie in de categorie Erfolgreichster nationaler Song des Jahres. Ook hier werd geen prijs gewonnen.
Het volgende album Glashaus II (Jah Sound System) verscheen in augustus 2002 en kon zich ook plaatsen in de Oostenrijkse en Zwitserse albumhitlijst. Bij de Duitse voorronden voor het Eurovisiesongfestival  2004 trad Glashaus samen op met Sabrina Setlur en de zangeres Franziska en presenteerden ze de song Liebe, maar overleefden de tweede ronde echter niet. Met het in mei 2005 uitgebrachte album Drei plaatste de band zich voor de eerste keer in de top 5 van de Duitse albumhitlijst. De leadsingle Haltet die Welt an plaatste zich op #11. Naar aanleiding van Steens solocarrière werd vooreerst geen nieuw album opgenomen of verdere concerten gespeeld. Van een officiële ontbinding van de band was nog geen sprake. In 2008 voegde de zangeres Peppa zich bij Glashaus en met haar bracht de band in november 2009 het album Neu uit, dat commercieel niet kon aanleunen aan de drie voorgaande albums. Eind 2016 keerde Steen terug bij Glashaus. In april 2017 verscheen het album Kraft, dat werd opgenomen in de oude formatie samen met Steen.

## Muziekstijl
De muziek van Glashaus wordt als Duitstalige soul met religieuze teksten en deels hiphop-beats beschreven. Deels worden in de songteksten fragmenten uit de bijbel geciteerd. Verder zijn pop- en r&b-invloeden hoorbaar. Het vierde studioalbum Neu heeft deels ook elektronische invloeden. De Duitstalige albums van Glashaus prikkelen veel Duitse muzikanten om songs in hun moedertaal te schrijven.

## Discografie

### Singles
- 2001:	Wenn das Liebe ist
- 2001: Was immer es ist
- 2001: Ohne dich (origineel: Selig - Ohne Dich (1991))
- 2001: Trost (es tut weh)
- 2002:	Bald (und wir sind frei)
- 2002: Land in Sicht
- 2002: Ich bring’ Dich durch die Nacht
- 2005:	Haltet die Welt an
- 2005: Du
- 2005: Is' nur Kino (origineel: Rodgau Monotones - Is' nur Kino (1985))
- 2006:	In meinem Leben
- 2009:	Das hier
- 2010:	Licht
- 2016: Fühlt sich wie sterben an
- 2017: Gebt mir mein Leben zurück
- 2017: Kraft
- 2017: Das erste Mal
- 2017: Gegen den Strom

### Studioalbums
- 2001:	Glashaus
- 2002:	Glashaus II (Jah Sound System)
- 2005:	Drei
- 2009:	Neu
- 2017:	Kraft

### Livealbums
- 2003:	Live in Berlin

### Compilaties
- 2006:	Von Herzen – Das Beste
- 2007:	Von Herzen – Die B-Seiten